# Grupo (estratigrafía)

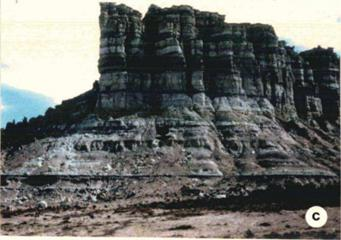
Grupo Baqueró en la provincia geológica Macizo del Deseado, Santa Cruz, Argentina.

En geología, un grupo es una unidad litoestratigráfica que consiste en una serie de formaciones relacionadas que se han clasificado juntas para formar un grupo. Las formaciones son la unidad fundamental de la estratigrafía. Los grupos a veces pueden combinarse en supergrupos.
Los grupos son útiles para mostrar relaciones entre formaciones y también son útiles para el mapeo a pequeña escala o para estudiar la estratigrafía de grandes regiones. Los geólogos que exploran una nueva área a veces definen grupos cuando creen que los estratos dentro de los grupos pueden dividirse en formaciones durante investigaciones posteriores del área. Es posible que sólo algunos de los estratos que componen un grupo se dividan en formaciones.
Un ejemplo de grupo es el Grupo Baqueró, que se encuentra dividida en tres formaciones geológicas, las cuales son: Anfiteatro de Ticó, Bajo Tigre y Punta del Barco. Cada una de las formaciones puede distinguirse de su vecina por su litología.
Otro ejemplo es el Grupo Lebu en el centro-sur de Chile. El grupo consta de una secuencia de cuatro formaciones geológicas, de origen tanto marino como no marino, depositadas entre el Paleoceno temprano y el Eoceno medio.
Otro ejemplo es el Grupo Honda en las Cordilleras Central y Oriental de los Andes en Colombia. El grupo se encuentra en su sección de tipo actual en el Desierto de la Tatacoa en el departamento de Huila subdividido en dos formaciones principales, La Victoria y Villavieja.
Algunos grupos bien conocidos del noroeste de Europa también se han utilizado en el pasado como unidades de cronoestratigrafía y geocronología. Estos son los grupos Rotliegend y Zechstein (ambos de edad Pérmica ); Buntsandstein, Muschelkalk y Keuper (de edad Triásica ); Lias, Dogger y Malm (de edad Jurásica). Debido a la confusión que esto genera, la escala de tiempo geológica oficial del ICS no contiene ninguno de estos nombres. Al igual que con otros rangos litoestratigráficos, un grupo no debe definirse por taxonomía fósil.